# Hluboký rybník (přírodní rezervace)
Hluboký rybník je přírodní rezervace poblíž města Nasavrky v okrese Chrudim. Území spravuje Krajský úřad Pardubického kraje.
Chráněné území poprvé vyhlásil okresní úřad Chrudim 29. dubna 1996. Podruhé byla rezervace vyhlášena nařízením Pardubického kraje s účinností od 15. ledna 2014. Předmětem ochrany je saproxylický hmyz, zejména páchník hnědý (Osmoderma eremita), savci, ptáci, obojživelníci a plazi vázaní na mokřadní společenstva a jejich biotop.

## Galerie

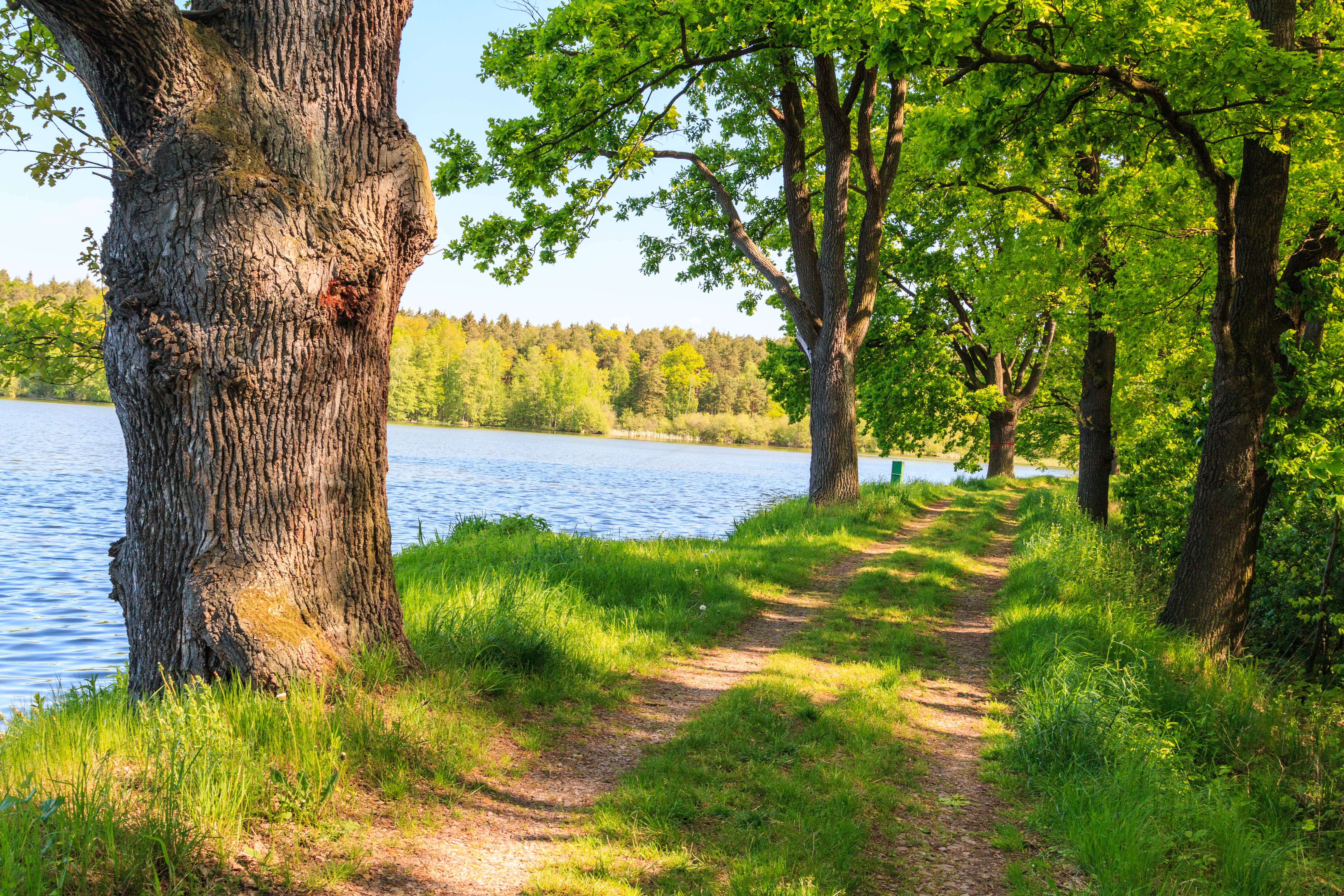
Památné duby na hrázi rybníka Pařezný
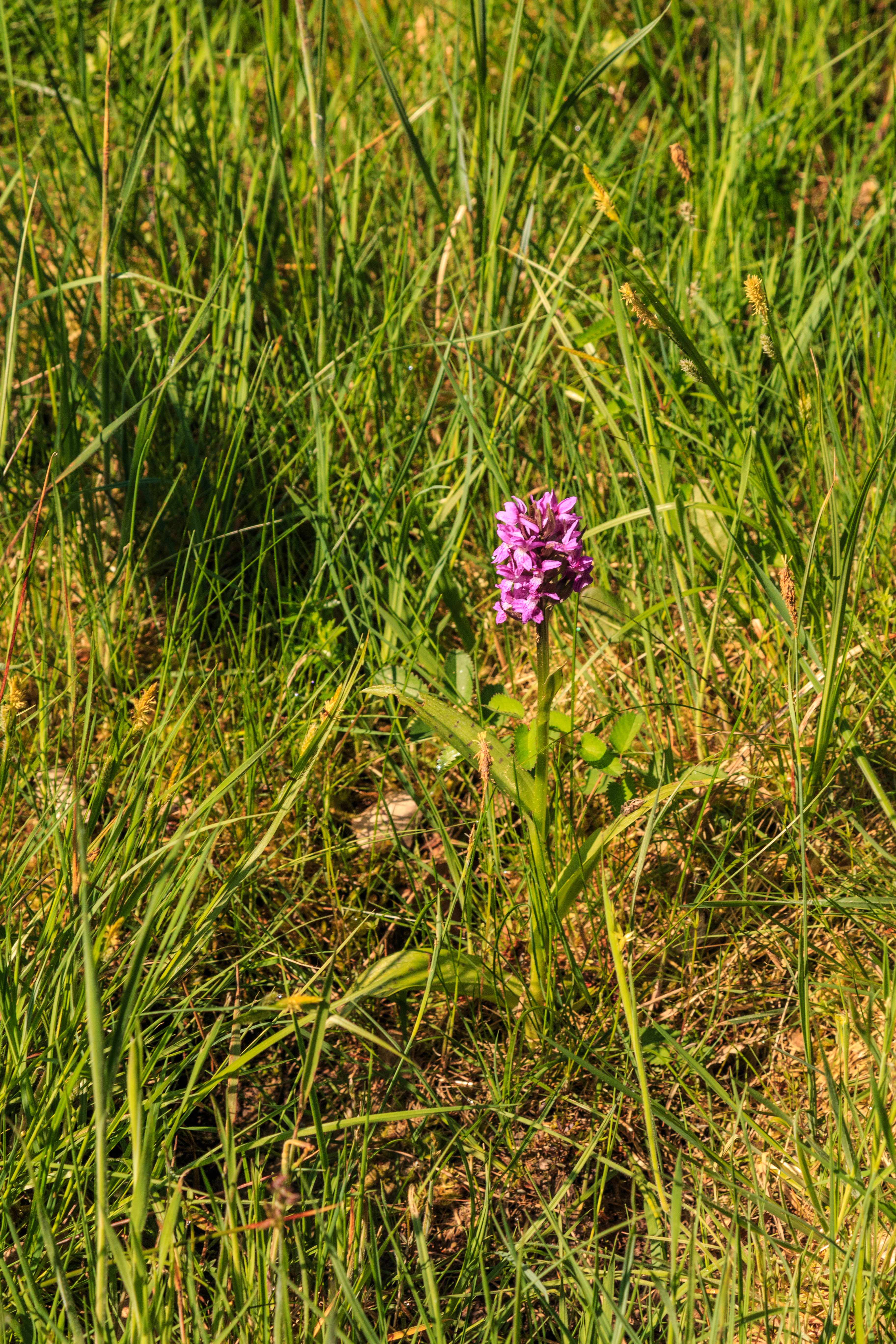
vstavače v PR Hluboký rybník
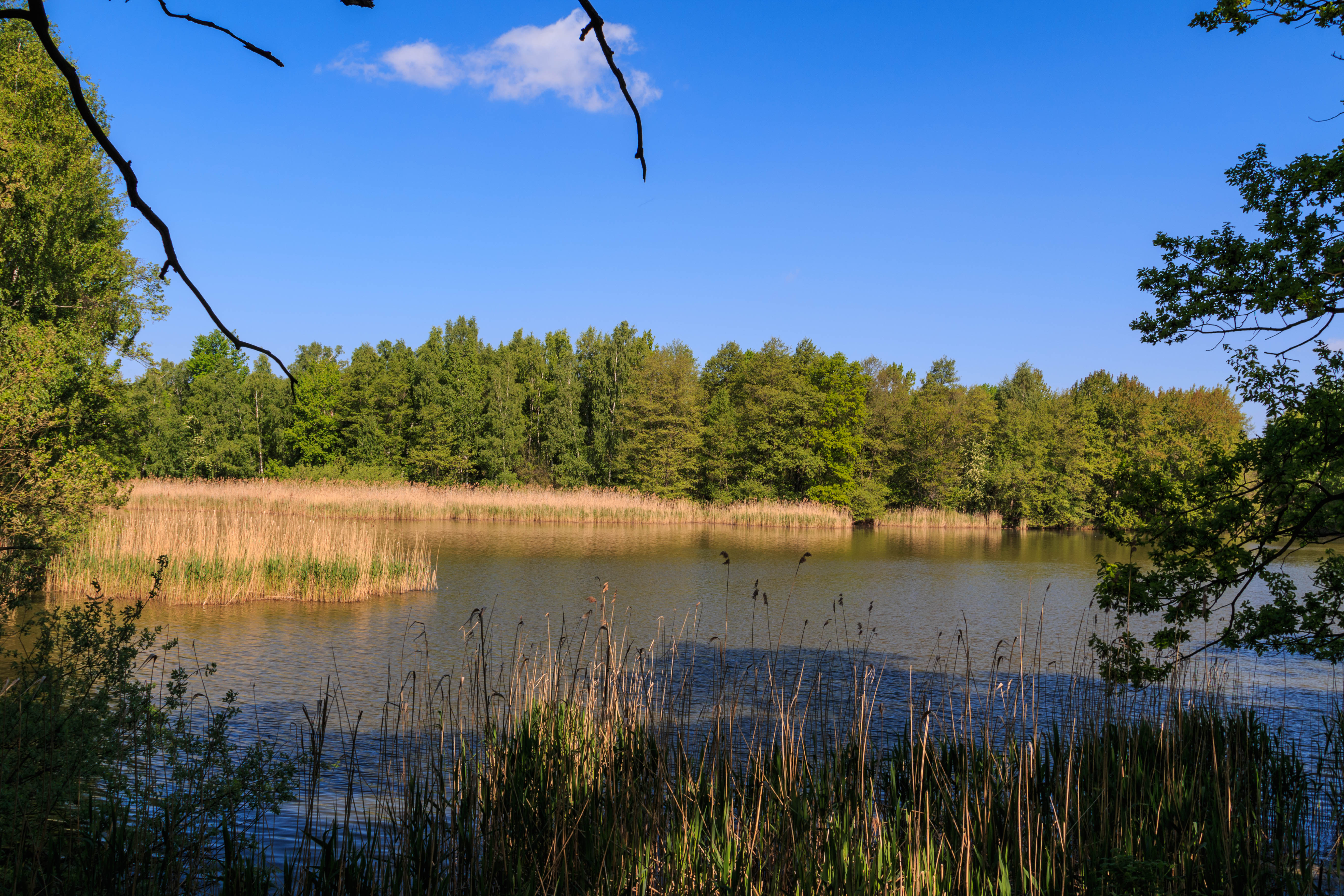
PR Hluboký rybník
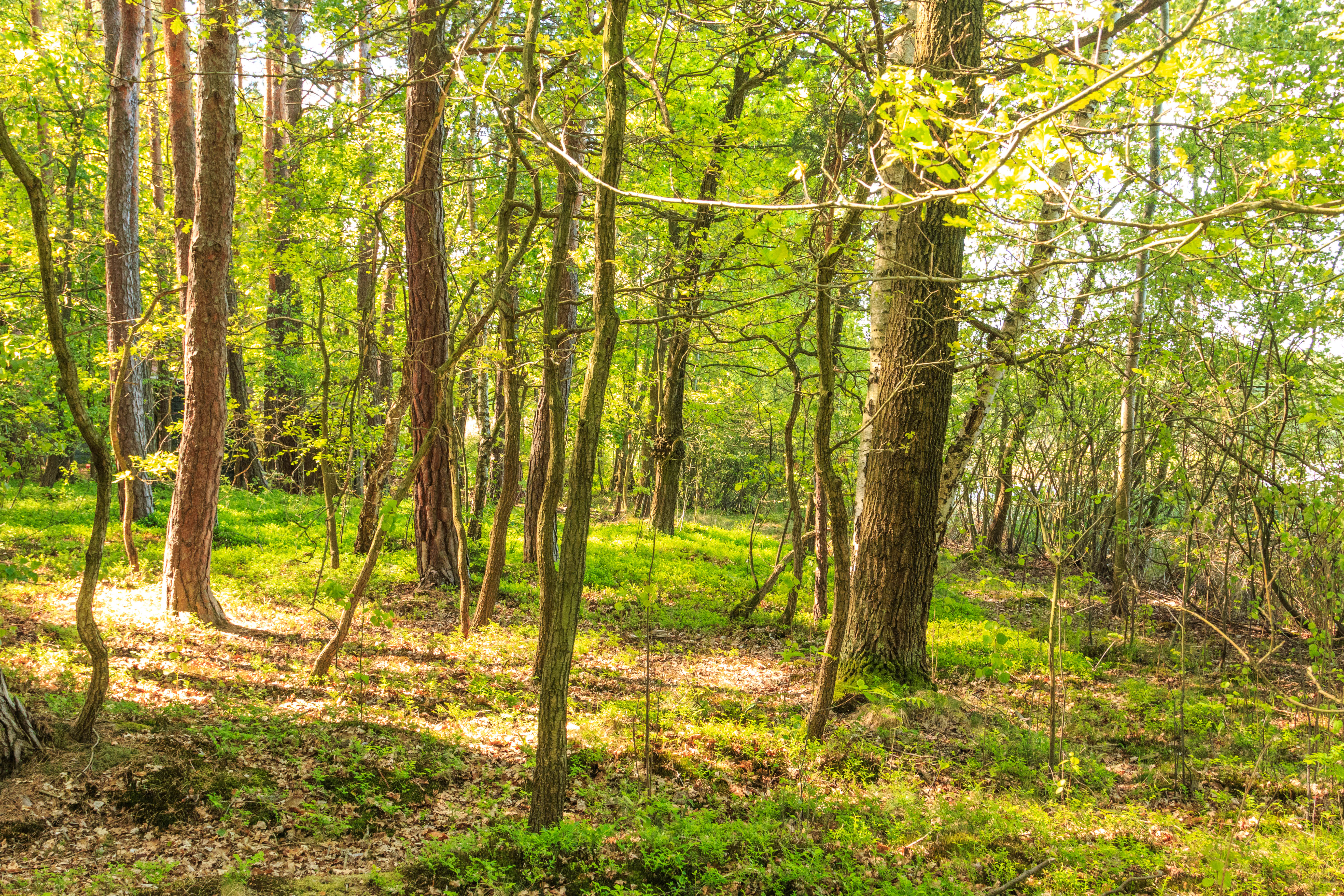
PR Hluboký rybník
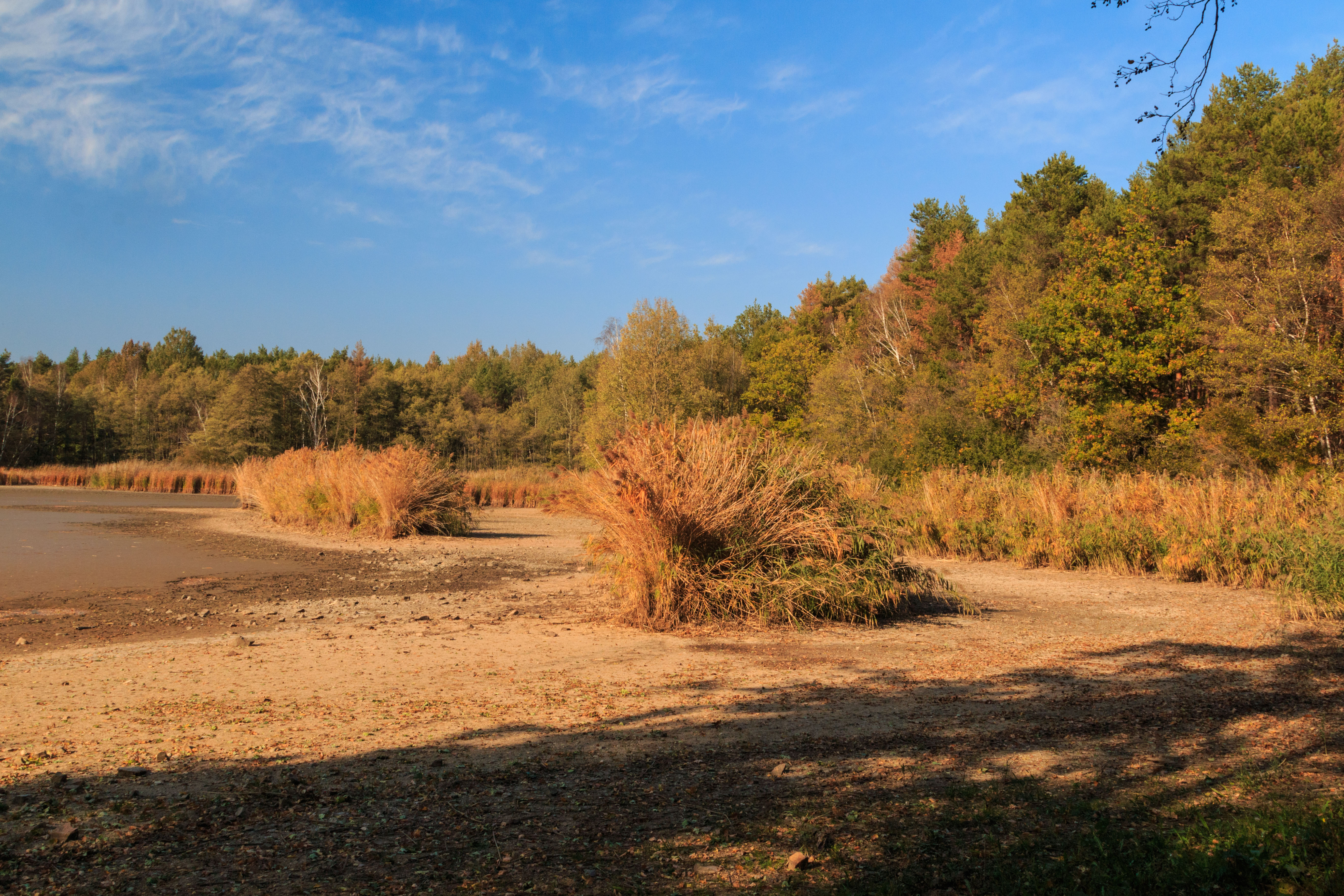
pohled na vypuštěný Hluboký rybník
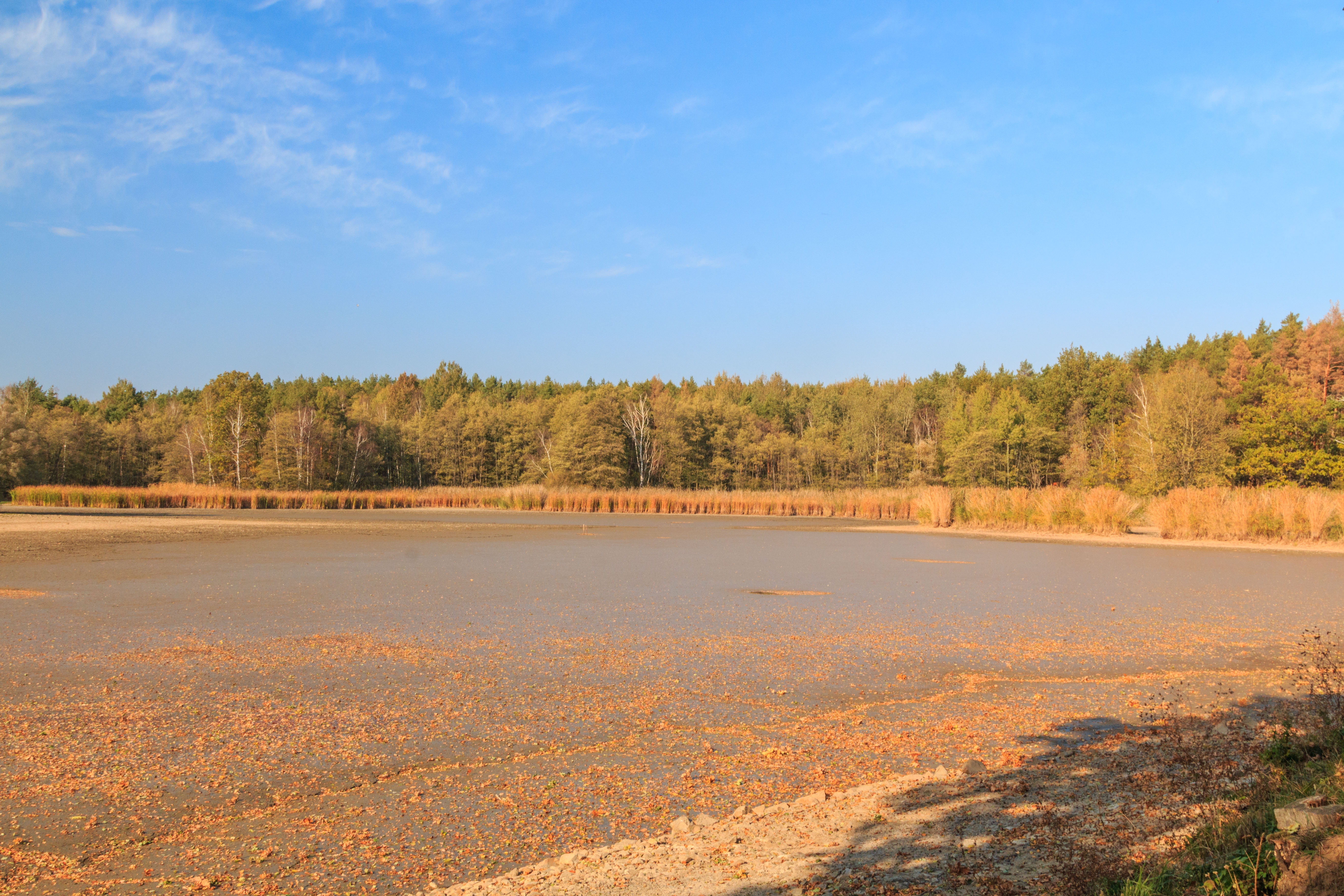
pohled na vypuštěný Hluboký rybník